# Rust Never Sleeps
Rust Never Sleeps é um álbum ao vivo de 1979 lançado por Neil Young e Crazy Horse. Possui uma parte acústica e outra elétrica. O canal de áudio da audiência foi removido, ainda que seu som ainda seja audível em certos pontos, predominantemente no fim. Apesar de ao vivo, consiste inteiramente de material novo.
Em 2003, o álbum atingiu a posição 350 na lista dos 500 melhores álbuns de sempre da Revista Rolling Stone.
| Críticas profissionais                                                      | Críticas profissionais |
| Avaliações da crítica                                                       | Avaliações da crítica  |
| Fonte                                                                       | Avaliação              |
| --------------------------------------------------------------------------- | ---------------------- |
| All Music Guide                                                             | [ 1 ]                  |
| Rolling Stone                                                               | (Muito Positivo)       |
| Robert Christgau                                                            | (A+)                   |
| Esta tabela precisa de ser acompanhada por texto em prosa. Consulte o guia. |                        |

## Faixas
Todas as canções por Neil Young, exceto onde indicado:

### Lado um
1. "My My, Hey Hey (Out of the Blue)" (Blackburn/Young) – 3:45
2. "Thrasher" – 5:38
3. "Ride My Llama" – 2:29
4. "Pocahontas" – 3:22
5. "Sail Away" – 3:46

### Lado dois
1. "Powderfinger" – 5:30
2. "Welfare Mothers" – 3:48
3. "Sedan Delivery" – 4:40
4. "Hey Hey, My My (Into the Black)" – 5:18

## Integrantes
- Neil Young - guitarra, harmônica e vocal

Crazy Horse
- Frank "Pancho" Sampedro - guitarra e vocal
- Billy Talbot - baixo e vocal
- Ralph Molina - bateria e vocal

Músicos adicionais
- Nicolette Larson - vocal em "Sail away"
- Karl T. Himmel - bateria em "Sail away"
- Joe Osborne - baixo em "Sail away"